# Denise Duncan Villalobos
Denise Duncan Villalobos (Costa Rica, 1979) es una dramaturga, directora de escena, guionista y actriz de teatro costarricense. En 2012, ganó la Muestra de Teatro de Barcelona y el Premio Ciudad de Manacor de Teatro por Negrata de mierda en 2018.

## Trayectoria
Se licenció en Artes Dramáticas y Periodismo en Universidad de Costa Rica en 2004, donde tuvo su primer contacto con el teatro y la escritura. Llegó a España en 2004, para continuar con su formación cursando un Master en Estudios Teatrales y Audiovisuales en la Universidad de La Coruña. En 2005, se estableció en Barcelona donde estudió Dirección y Dramaturgia en el Instituto del Teatro en 2012.
Inició su carrera profesional con La Pulpe Teatro, compañía de la que fue cofundadora en 2011 con compañeras del Instituto del Teatro. Duncan es la cara visible y ejerce como directora y escritora. Una pulpería es, en varios puntos de Latinoamérica, una tienda de comestibles con un amplio abanico de productos; diversidad que se ha convertido en el leitmotiv de la compañía.
Duncan ha participado también en el libro Textos per no res, un homenaje coral a la figura de Samuel Beckett en el 30 aniversario de su muerte.  Desde 2020, forma parte del consejo asesor de la revista de investigación y creación teatral Acotaciones de la Real Escuela Superior de Arte Dramático.
Además, forma parte de Tinta Negra, un colectivo en defensa de la diversidad racial en la escena. Y también ha trabajado como profesora en la creación de textos teatrales.
Ha podido trabajar, entre otros, con intérpretes como Carla Rovira, Dafnis Balduz, Joan Pera, Carles Canut, Marta Santandreu, Yolanda Sikara, Kathy Sey, Malcolm McCarthy, Carol Muakuku, Queralt Albinyana, Álex Brendemühl, Armando Buika, Andrea Ros o Yolanda Sey y con los dramaturgos Martí Torras, Marc Artigau, Lara Díez Quintanilla, Josep Maria Miró, Iván Morales, Marília Samper, Marc Rosich, Mercè Sarrias y Victoria Szpunberg.
En sus textos, Duncan habla de sus experiencias como mujer, afrodescendiente y migrante. Apela al espectador a hacer autocrítica y rebelarse contra el neocolonialismo vigente y contra el machismo y el racismo de la sociedad actual. En una entrevista concedida a la activista Basha Changuerra, en 2019, reconoció haber sufrido discriminación racial e insultos y que su maternidad le hizo replantear el enfoque de su creación como mujer afrodescendente, haciéndola más reivindicativa.

## Obra
| Título                                                                   | Año  | Rol                |
| ------------------------------------------------------------------------ | ---- | ------------------ |
| Negra, o nocturnal de una piel inoculada por el odio nuestro de cada día | 2004 | Autoría            |
| Está linda la mar                                                        | 2012 | Autoría, dirección |
| Més enllà de la foscor                                                   | 2012 | Coautoría          |
| Vaques sagrades                                                          | 2013 | Autoría            |
| C.O.C.A.                                                                 | 2014 | Autoría, dirección |
| Absentée                                                                 | 2014 | Autoría            |
| La taverna dels bufons                                                   |      | Coautoría          |
| Una dona en el mirall                                                    | 2018 | Autoría, dirección |
| Mamita Yunai                                                             | 2018 |                    |
| Parlen d’una revolució                                                   |      | Autoría            |
| Taques de tardor                                                         | 2019 |                    |
| Negrata de mierda                                                        | 2019 | Autoría, dirección |
| Banzo, el aliento de las ancestras                                       | 2019 |                    |
| El combate del siglo                                                     | 2021 | Autoría, dirección |
| Henrietta, el musical                                                    | 2022 | Autoría            |
| El último adiós                                                          | 2022 | Autoría, dirección |
| Títuba. Bruixa, negra i ramera                                           | 2022 | Autoría, dirección |

## Reconocimientos
A lo largo de su carrera, Denise Duncan ha obtenido los siguientes reconocimientos: 
- 2004: Accésit del Premio de Textos teatrales Marqués de Bradomín (Negra, o nocturnal de una piel inoculada por el odio nuestro de cada día).
- 2012: Premio al mejor espectáculo de la 17ª Muestra de Teatro de Barcelona (Está linda la mar). [18]
- 2018: Premio Ciudad de Manacor de Teatro Jaume Vidal Alcover (Negrata de mierda).
- 2019: Beca VII Laboratorio de escritura teatral, SGAE ( Banzo, el aliento de las ancestras ).
- 2019/2020: Autora residente en la Sala Beckett de Barcelona. [10]
- 2019/2021: Autora residente en el Teatro Tantarantana de Barcelona. [1]